# Kelvin Upshaw
Kelvin Parnell Upshaw (Chicago, 24 gennaio 1963) è un ex cestista e allenatore di pallacanestro statunitense, professionista nella NBA, in Italia, Argentina e Polonia.

## Palmarès

### Squadra
- Campionato italiano: 1

Pesaro: 1989-90

### Individuale
- CBA All-Defensive Second Team (1987)
- All-CBA Second Team (1989)